# Andor Foldes
Andor Foldes (eigentlich Andor Földes; * 21. Dezember 1913 in Budapest, Österreich-Ungarn; † 9. Februar 1992 in Herrliberg bei Zürich) war ein US-amerikanischer Pianist ungarischer Herkunft.

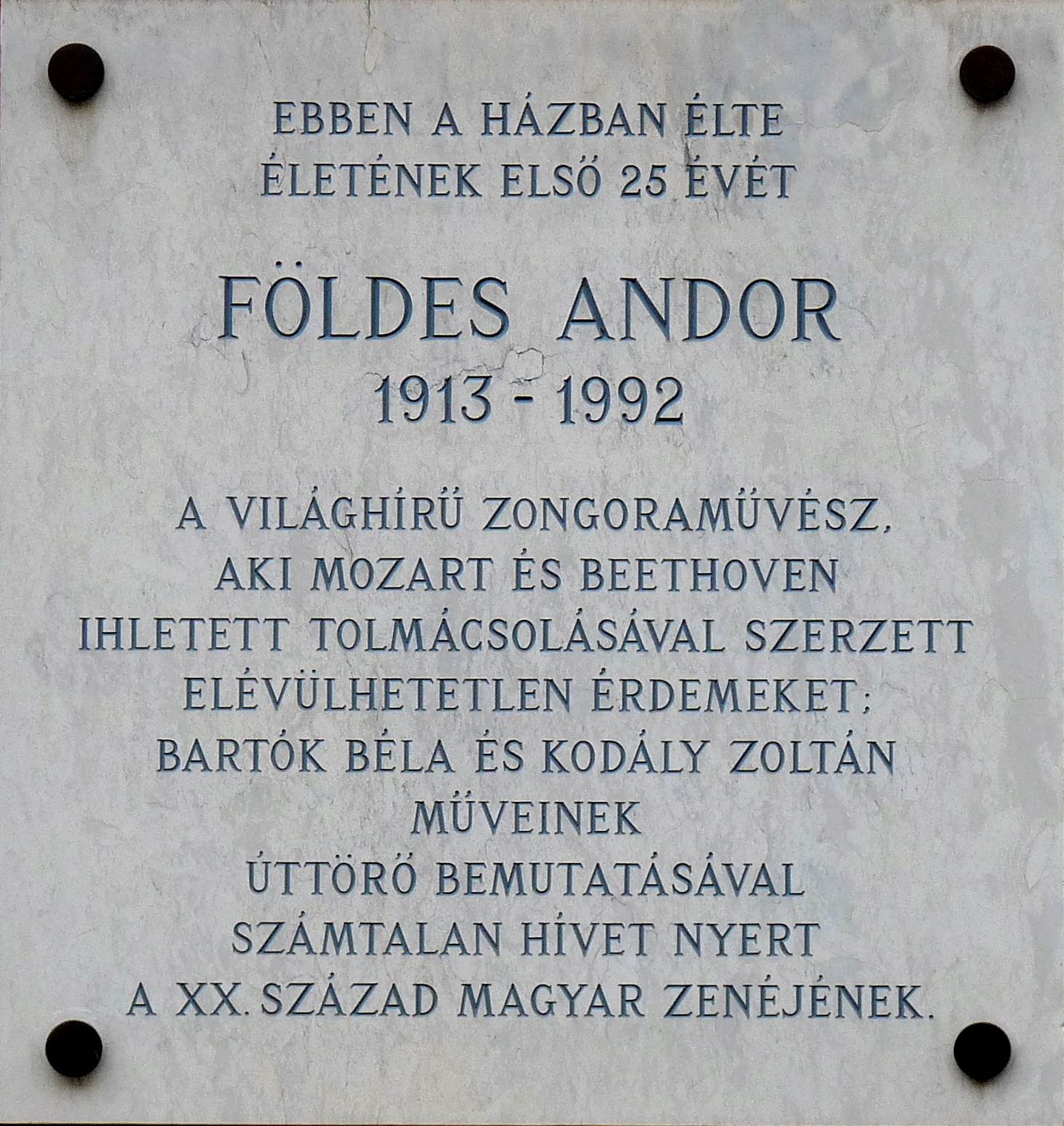
Gedenktafel für Andor Földes in Budapest: In diesem Hause verbrachte A. F. die ersten 25 Jahre seines Lebens...

## Leben

### Kinder- und Studienjahre
Földes wurde in eine musikalische und vielseitig musizierende Familie hineingeboren. Der Onkel spielte Bratsche
im Budapester Streichquartett, die Tante war Sängerin und Andors Mutter ausübende Konzertpianistin. Sie erkannte die Begabung ihres Sohnes und erteilte ihm den ersten Klavierunterricht.
Er fiel bald als Wunderkind auf. Mit acht Jahren spielte er öffentlich ein Klavierkonzert von Mozart. Ein Konzertagent aus den USA bot daraufhin Földes Eltern einen Vertrag an, wonach der junge Pianist 30 Konzerte in den USA geben und pro Abend ein Honorar von 100 Dollar erhalten sollte. Die Eltern lehnten das Angebot ab. Stattdessen ließen sie ihren Sohn von der Teilnahmepflicht am regulären Schulunterricht befreien. So konnte sich Földes ganz auf die Musik und die Technik des Klavierspiels konzentrieren. Das nötige Grundschulwissen und auch den vorgeschriebenen Lehrstoff des Gymnasiums vermittelten ihm private Lehrer. Das Abitur bestand er mühelos.
Den Klavierunterricht hatte inzwischen Tibor Szatmari übernommen. Dieser Musiklehrer, selbst konzertierender Pianist, der an der Fodor-Musikschule in Budapest unterrichtete, entwickelte die musikalischen Kenntnisse und die klaviertechnischen Fertigkeiten seines Schülers so weit, dass dieser bei einer Jubiläumsfeier der Musikschule mit dem Es-Dur-Klavierkonzert von Franz Liszt brillierte. Begleitet wurde er von den Budapester Philharmonikern unter der Leitung ihres Chefdirigenten Ernst von Dohnányi.
Es schloss sich ein Musikstudium an der Budapester Franz-Liszt-Musikakademie in den Hauptfächern Klavier und Komposition an. Direktor dieser Musikhochschule war damals Ernst von Dohnányi. Dieser nahm 1929 den inzwischen 16-Jährigen in seine Meisterklasse auf (ihr gehörte Jahre später auch der Pianist Géza Anda an) und bildete ihn zu einem der besten Klaviervirtuosen jener Jahre aus. Andor Foldes errang beim Franz-Liszt-Wettbewerb 1932 in Budapest den 1. Preis.
Bei Leó Weiner, Professor an der Akademie, nahm der junge Pianist Kompositionsunterricht. Dieser reguläre Unterricht in der eher konservativen Kompositionsklasse hielt den jungen Mann aber nicht davon ab, heimlich privaten Kontakt zu dem ebenfalls an der Hochschule lehrenden Pianisten und Komponisten Béla Bartók zu suchen. Für den angehenden Konzertpianisten Foldes sollte sich diese Begegnung später noch als schicksalhaft erweisen.
Etwa in dieser Zeit ergriff Foldes auch die Gelegenheit, den letzten noch lebenden Schüler von Franz Liszt, Emil von Sauer kennenzulernen und ihm am Klavier einige Stücke vorzuspielen. Sauer zeigte sich vom Spiel des jungen Pianisten sehr beeindruckt. Bei der Verabschiedung drückte der alte Herr dem jugendlichen Künstler einen Kuss auf die Stirn mit der Erklärung, einst habe er selbst diesen Kuss von Franz Liszt empfangen mit der Aufforderung, ihn einmal an einen begabten und würdigen Klavierschüler weiterzugeben.

### Erste Konzertreisen und Kriegsausbruch
Nach vierjährigem Studium bei Dohnányi gab der junge Pianist, noch nicht 20 Jahre alt, mit viel Erfolg 1933 seine ersten öffentlichen Konzerte. Ausgedehnte Tourneen folgten. Sie führten in den Jahren ab 1934 nach Österreich, Schweden, Frankreich, Deutschland, Italien, der Schweiz, Polen, Jugoslawien, Belgien, Holland und Spanien. Fünf Jahre später, im Frühjahr 1939, verließ Andor Foldes wieder einmal seine Heimatstadt Budapest zu großen Konzerten in Paris und in Amsterdam. Danach reiste er nach London weiter, um dort sein Debüt zu geben, sich zum ersten Male dem kritischen englischen Publikum vorzustellen. Dass er seine ungarische Heimat erst nach etwa zehn Jahren wiedersehen sollte, das ahnte Foldes nicht. 
Während seiner Weiterreise von London nach Dänemark und in die skandinavischen Länder, Anfang September 1939, wurde er vom Ausbruch des Zweiten Weltkriegs überrascht. Foldes hielt es für ratsam, die weitere Entwicklung erst einmal abzuwarten und vorerst nicht in seine ungarische Heimat zurückzukehren. So verbrachte er einige Wochen bei seinem Onkel, dem früheren Bratscher, in Norwegen und bei Freunden in Schweden. Seit einiger Zeit besaß Foldes eine Einladung zu mehreren Konzerten in den USA. Sein Antrag auf Erteilung eines Visums wurde in Budapest akzeptiert und ihm ein für drei Monate gültiges sogenanntes „visitors visa“ für die USA zugestellt. So konnte Andor Foldes im November 1939 in Oslo den norwegischen Passagierdampfer Stavangerfjord besteigen, der ihn nach neuntägiger stürmischer Überfahrt über den Atlantik in New York absetzte.

### Im US-amerikanischen Exil
Schon Anfang 1940 saß der emigrierte Pianist wieder am Klavier und spielte das 4. Klavierkonzert G-Dur von Ludwig van Beethoven. In diesem, auch vom Radio ausgestrahlten, Konzert in der City Music Hall von New York spielte das NBC-Orchester unter der Leitung des ungarischen Dirigenten Ernö Rapée. Foldes erhielt dafür als erste Gage in den USA ein Honorar von 50 Dollar, dem von der US-Musikergewerkschaft, der Musicians Union, festgesetzte sogenannte „Minimalhonorar“. Immerhin wurde die "Coast to Coast" ausgestrahlte Radiosendung von einigen für Foldes wichtigen und einflussreichen Personen und Musikern gehört. So auch von Joseph Szigeti, einem damals in den USA sehr bekannten ungarischen Geiger. Szigeti lud den Pianisten als Klavierbegleiter zu einer dreimonatigen Konzertreise durch Kanada und die Vereinigten Staaten ein. Drei Jahre blieb das Künstlerduo zusammen und gab in dieser Zeit insgesamt 120 Konzerte mit ständig wechselnden Programmen. Die beiden Musiker hatten sich schließlich ein Repertoire mit 40 Sonaten für Violine und Klavier klassischer, romantischer und zeitgenössischer, auch US-amerikanischer Komponisten erarbeitet.
1940 war für Andor Foldes, wie er sich jetzt anstatt seines für US-amerikanische Zungen unaussprechbaren Namens Földes nannte, ein Schicksalsjahr. Der Dirigent Rapee hatte zum ersten Radiokonzert von Foldes eine junge ungarische Journalistin, Lili Rendy, eingeladen, die für den ungarischen Zeitungskonzern Estlapok schrieb. Sie wurde wenig später Andors Ehefrau, arbeitete von nun an für ihren Ehepartner journalistisch und literarisch und begleitete ihn fast ausnahmslos auf seinen vielen Tourneen.
Die zweite bedeutsame Begegnung war ein Wiedersehen mit Béla Bartók. Bartók hatte aus politischen Gründen Ungarn 1940 verlassen und war mit seiner Frau Ditta nach New York gekommen. Foldes hat sich in engster Übereinstimmung mit dem Komponisten dessen gesamtes Solo-Klavierwerk erarbeitet und immer wieder versucht, Bartóks Klaviermusik dem US-amerikanischen Publikum nahezubringen. Auch hatte er bei seiner Überfahrt 1939 eine Kopie von Bartóks handgeschriebener Partitur des Zweiten Klavierkonzertes mit in die USA gebracht, um dieses lange Zeit als unspielbar geltende Werk endlich auch in den USA aufzuführen. Aber alle Versuche, Konzertagenten und Dirigenten für eine Aufführung zu gewinnen, schlugen fehl. Erst im Jahre 1947 erfolgte die US-amerikanische Erstaufführung mit Andor Foldes als Solisten in der halbleeren Carnegie Hall, brachte jedoch einen kaum erwarteten Presseerfolg. Vierzigmal hat der Pianist später dieses Konzert in aller Welt gespielt. All dies konnte der Komponist nicht mehr erleben. Béla Bartók starb 1945 in New York an Leukämie.

### Rückkehr nach Europa
1948 erlangte Foldes die US-Staatsbürgerschaft. Seinen festen Wohnsitz in New York behielt er bei und nahm von hier aus seine durch den Krieg unterbrochenen Konzertreisen durch die europäischen Länder, soweit dies damals möglich war, wieder auf. Ab 1953 folgten Südamerika und Südafrika, später Australien und Japan.
Mit Beginn des Wintersemesters 1957/58 übernahm Andor Foldes die durch den Tod von Walter Gieseking frei gewordene Klavier-Professorenstelle an der Hochschule für Musik Saar in Saarbrücken. Diese musikpädagogische Tätigkeit endete erst im Jahre 1965. In dieser Zeit hat der Pianist zusätzlich zu seiner Lehrtätigkeit jedes Jahr etwa 70 Konzerte in aller Welt gegeben. Daneben veranstaltete er Meisterkurse in London, Paris, Berlin, Tokio und anderen Musikmetropolen. Anfang der 60er Jahre erhielt Foldes eine Einladung nach Kranichstein zu den Internationalen Ferienkursen für Neue Musik Darmstadt. Dort spielte und erläuterte er das Klavierwerk von Bartók.
Während dieser Zeit wohnte das Ehepaar in Bad Homburg vor der Höhe. Erst 1961 erfolgte der Umzug in das endgültige Domizil im schweizerischen Herrliberg bei Zürich.
Bartóks erstes Klavierkonzert spielte Andor Foldes 1969 als japanische Erstaufführung mit dem Yomiuti-Orchester in Tokio. Der Pianist hat in den 1970er und 80er Jahren seine Konzertreisen fortgesetzt. Dabei griff er auch selbst zum Taktstock oder dirigierte vom Klavier aus. Im Winter 1971/72 fungierte er, neben seinen üblichen Konzertverpflichtungen, zwanzigmal als Dirigent. 1978 gab er als erster Pianist aus dem Westen Solokonzerte in Peking. 
Seine kompositorischen Fähigkeiten setzte Foldes bei einigen Konzertauftritten gezielt ein. Zu sämtlichen Klavierkonzerten von Mozart hat er eine eigene Kadenz geschrieben und gespielt. Neben seinen exemplarischen Plattenaufnahmen haben auch Rundfunkübertragungen und Fernsehsendungen den Musiker bekannt gemacht.
Foldes beherrschte mehrere Sprachen. Sein vielfältiges Interesse an aktuellen Fragen aus den Bereichen Kultur, Kunst und Politik verhalfen ihm zu Begegnungen und Freundschaften in aller Welt. So hat er Violinsonaten gemeinsam mit Albert Einstein gespielt oder auch Klaviertrios von Brahms mit dem japanischen Kronprinzen und späteren Kaiser Akihito, dessen Frau, der späteren Kaiserin Michiko, er Klavierunterricht erteilte. Er plauderte ebenso locker mit Grass, Böll und Dürrenmatt über Literatur und Theater wie auch mit Pandit Nehru  und Indira Gandhi über die Probleme Indiens oder mit Willy Brandt und Helmut Schmidt über Deutschland und die Zukunft Europas.
Der Pianist Foldes ist immer wieder auch literarisch tätig gewesen. Sein Buch "Wege zum Klavier", 1948 in englischer Sprache veröffentlicht, wurde bisher in 14 Sprachen übersetzt. Die informativ und geistreich geschriebenen "Erinnerungen" sind erst nach seinem Tod, 1993, von Lili Foldes veröffentlicht worden. 
Andor Foldes starb an den Folgen eines Sturzes in seinem Heim in Herrliberg bei Zürich, wenige Tage vor einem geplanten Konzert im Bonner Beethoven-Haus.

## Schallplatten und CDs
Neben Rundfunk- und Fernsehaufnahmen mit Andor Foldes als Solisten gibt es ca. 80 Klavierwerke auf Schallplatte bzw. CD. Darunter befindet sich das gesamte Œuvre von Béla Bartók für Klavier solo, aber auch Aufnahmen von Werken der deutschen Klassiker Mozart und Beethoven, der Romantiker Schubert, Schumann, Chopin, Brahms und Liszt sowie des Impressionisten Debussy. Auch für das Klavierwerk seines ungarischen Landsmannes Zoltán Kodály hat sich Andor Foldes eingesetzt. Seine Gesamtaufnahme von Bartóks Werken für Klavier solo wurde mit dem Grand Prix du Disque ausgezeichnet. Schließlich seien noch die frühen Aufnahmen von Foldes erwähnt, Werke von Grieg und Schumann, eingespielt bei der norwegischen Tono und zum Teil in den USA auf Mercury veröffentlicht.

## Auszeichnungen
- Für seine Verdienste um den Wiederaufbau der Bonner Beethovenhalle –  zu deren Gunsten er Konzerte in New York, London, Buenos Aires, Bonn und anderen Städten gab  –  und als Anerkennung für seine künstlerischen Leistungen wurde Andor Foldes im Jahre 1964 das Große Verdienstkreuz der Bundesrepublik Deutschland verliehen.
- In Frankreich wurde der Pianist 1968 mit der Auszeichnung „Commandeur du Mérite Artistique et Culturel“ für sein Debussy-Spiel geehrt.
- 1973 ernannte ihn das Beethoven-Haus Bonn zum Ehrenmitglied.
- Für seine Aufnahme des Bartók-Klavierwerkes zeichnete die Deutsche Phono-Akademie Andor Foldes mit dem Deutschen Schallplattenpreis 1982 in der Gattung „Historische Aufnahmen“ aus.

## Publikationen
- Keys to the Keyboard. A book for pianists. E. P. Dutton, New York 1948.
  - Wege zum Klavier. Einleitung Malcolm Sargent. Übersetzung Maurguerite Valerie Schlüter. Limes-Verlag, Wiesbaden 1948
- Gibt es einen zeitgenössischen Beethoven-Stil? Limes Verlag, Wiesbaden 1963
- Erinnerungen. Limes Verlag / im Verlag Ullstein, Frankfurt am Main / Berlin 1993